# Alderiopsis garfio
Alderiopsis garfio is een slakkensoort uit de familie van de Limapontiidae. De wetenschappelijke naam van de soort is voor het eerst geldig gepubliceerd in 2006 door Caballer, Ortea & Espinosa.